# Кафе ел Вијахеро (Кумпас)
Кафе ел Вијахеро (шп. Café el Viajero) насеље је у Мексику у савезној држави Сонора у општини Кумпас. Насеље се налази на надморској висини од 828 м.

## Становништво
Према подацима из 2010. године у насељу су живела 2 становника.

### Хронологија
| Година       | 2000       | 2005        | 2010 |
| ------------ | ---------- | ----------- | ---- |
| Становништво | 14 (7 / 7) | 17 (12 / 5) | 2    |

### Попис
| # | Индикатор                     | Вредност |
| - | ----------------------------- | -------- |
| 1 | Укупно домаћинстава           | 1        |
| 2 | Укупно насељених домаћинстава | 1        |
| 3 | Величина локације             | 1        |